# Gradišče pri Materiji
Gradišče pri Materiji – wieś w Słowenii, w gminie Hrpelje-Kozina. 1 stycznia 2017 liczyła 125 mieszkańców.